# Filicrisia franciscana
Filicrisia franciscana är en mossdjursart som först beskrevs av Robertson 1910.  Filicrisia franciscana ingår i släktet Filicrisia och familjen Crisiidae. Inga underarter finns listade i Catalogue of Life.